# Lilla Malö
Lilla Malö (estniska: Põhja-Malusi eller Väike-Malusi) är en ö i Finska viken utanför Estlands nordkust. Den ligger i Jõelähtme kommun i landskapet Harjumaa, 40 km nordost om huvudstaden Tallinn. Arealen uppgår till 0,03 km². Den är den nordligaste ön i ögruppen Malusi som består av Stora Malö (estniska: Suur-Malusi eller Lõuna-Malusi) och Vahekari. De ligger i bukten Kolga laht.
Klimatet i området är tempererat. Årsmedeltemperaturen i trakten är 5 °C. Den varmaste månaden är augusti, då medeltemperaturen är 16 °C, och den kallaste är februari, med −2 °C.